# Ichnopus taurus
Ichnopus taurus är en kräftdjursart som beskrevs av Costa 1853. Ichnopus taurus ingår i släktet Ichnopus och familjen Lysianassidae. Inga underarter finns listade i Catalogue of Life.